# Somali Airlines
Somali Airlines era la aerolínea nacional de Somalia. La empresa fue creada con la asistencia de Alitalia, la aerolínea nacional italiana, en marzo de 1964 como la principal línea aérea de Somalia. La aerolínea cesó operaciones a fines de 1991, pero uno de sus aviones fue adquirido por inversionistas somalíes, quienes tienen planes de refundar la aerolínea.

## Historia y destinos
La aerolínea inició sus operaciones en marzo de 1964, con el control de Alitalia sobre el 49% de los acciones. Existe muy pocos registros acerca de la historia de la aerolínea y sus rutas. Usando una flota de aviones Boeing 707 arrendados, Somali Airlines realizaba vuelos desde Mogadiscio hacia Londres con escala en El Cairo, y también volaba hacia Roma.
En 1974 Somali Airlines inició servicios hacia Fráncfort, Alemania. La aerolínea fue nacionalizada en 1977. A partir de los archivos fotográficos se puede concluir que en algunos años la aerolínea realizaba vuelos desde Mogadiscio hasta Ámsterdam, Yida, Nairobi, Yibuti, y Adís Abeba, mientras que las rutas hacia Londres y Roma parecen ser las que más perduraron. Además, muchos pasajeros utilizaban la aerolínea para volar hacia Johannesburgo durante el tiempo en que ninguna otra aerolínea africana realizaba servicios hacia Sudáfrica.
En 1989, dos Airbus A310 fueron adquiridos a Sabena y Airbus Industries para operar su "servicio de estrella blanca" en las rutas internacionales, y ese mismo año fueron vistos en los aeropuertos de Fráncfort y Roma. Somali Airlines también realizaba vuelos de cabotaje, así como servicios regionales a través del Cuerno de África, los cuales eran cubiertos por naves Fokker F27.
Las convulsiones políticas en Somalia llevaron al cese de todos los vuelos internacionales a inicios de 1991 y todas las operaciones cesaron a fines del mismo año.

## Flota
Somali Airlines inició sus operaciones usando naves Piper y posteriormente éstas fueron reemplazados por Fokker F27 Friendship. Históricamente, Somali Airlines utilizó un total de 7 Boeing 707. A fines de 1988 e inicios de 1989 se unieron dos Airbus A310 arrendados. También utilizó durante un tiempo naves Dornier Do 228, y también arrendó un Boeing 727 a TAP Air Portugal.
El vacío creado por el colapso de la aerolínea fue parcialmente llenado por otras empresas como Jubba Airways, así como también Daallo Airlines y Djibouti Airlines de Yibuti. Sin embargo, desde que Somali Airlines finalizó sus servicios de transporte de pasajeros ningún vuelo desde Mogadisho ha aterrizado en Europa.

## Accidentes e incidentes
- El 6 de mayo de 1970, la aeronave Vickers Viscount 6O-AAJ se incendió al aproximarse al Aeropuerto Internacional de Mogadisho. La rueda delantera colapsó debido al fuerte aterrizaje y la nave se prendió fuego. Cinco de las 30 personas a bordo murieron.[1]